# Prievidza (distrito)
O Distrito de Prievidza (eslovaco: Okres Prievidza) é uma unidade administrativa da Eslováquia Ocidental, situado na Trenčín (região), com 140.444 habitantes (em 2001) e uma superficie de 960 km². Sua capital é a cidade de Prievidza.

## Demografia
| Ano:        | 1994    | 2004    | 2014    | 2024    |
| ----------- | ------- | ------- | ------- | ------- |
| Broj ljudi: | 141 005 | 139 502 | 136 554 | 127 650 |
| Razlika:    |         | -1,06%  | -2,11%  | -6,52%  |

| Ano:               | 2023    | 2024    |
| ------------------ | ------- | ------- |
| Número de pessoas: | 128 613 | 127 650 |
| Diferença:         |         | -0,74%  |

## Cidades
| - Bojnice - Handlová | - Nováky - Prievidza (capital) |

## Municípios
| - Bystričany - Cigeľ - Čavoj - Čereňany - Diviacka Nová Ves - Diviaky nad Nitricou - Dlžín - Dolné Vestenice - Horná Ves - Horné Vestenice - Chrenovec-Brusno - Chvojnica | - Jalovec - Kamenec pod Vtáčnikom - Kanianka - Kľačno - Kocurany - Kostolná Ves - Koš - Lazany - Lehota pod Vtáčnikom - Liešťany - Lipník - Malá Čausa | - Malinová - Nedožery-Brezany - Nevidzany - Nitrianske Pravno - Nitrianske Rudno - Nitrianske Sučany - Nitrica - Opatovce nad Nitrou - Oslany - Podhradie - Poluvsie - Poruba | - Pravenec - Radobica - Ráztočno - Rudnianska Lehota - Sebedražie - Seč - Šútovce - Temeš - Tužina - Valaská Belá - Veľká Čausa - Zemianske Kostoľany |